# Zamek w Nieświczu
Zamek w Nieświczu – nieistniejąca już budowla wzniesiona przez ród książąt Nieświckich.

## Historia
Z byłej siedziby książąt Nieświckich, z których wywodzą się  Poryccy, Wiśniowieccy, Woronieccy, Zbarascy na początku XX w. ocalały pozostałości zamczyska, okopy, wały ziemne, które znajdowały się w pałacowym parku.

## Pałac
Murowany klasycystyczno-neorenesansowy pałac wybudowany w drugiej połowie XIX w. nad stawem przetrwał do 1914 roku. Obiekt zwieńczony czterospadowym dachem w swoim  wyglądzie zewnętrznym zawierał elementy stylów: klasycystycznego i neorenesansowego. Mury budynku, spalonego podczas I wojny światowej, stały jeszcze do 1939 roku. Od frontu była to budowla jednopiętrowa, natomiast dwupiętrowa od strony parku krajobrazowego. Ostatni posiadacz pałacu Wincenty Omieciński (1900–195?), nie dysponując pieniędzmi na jego odbudowę, w latach 30. XX w. zamieszkał w starym lamusie. Nowa siedziba wyposażona była ze smakiem w stylowe meble, piękne porcelany i cenne srebra, które wcześniej znajdowały się w spalonym pałacu.